# Open Nederlandse kampioenschappen marathonschaatsen op natuurijs
De Open Nederlandse kampioenschappen marathonschaatsen op natuurijs (ONK) is een kampioenschap dat onder auspiciën van de KNSB wordt georganiseerd op een locatie buiten de Nederlandse grenzen.
De eerste editie vond plaats in het seizoen 1989/90, in 2022/23 vond de 26e editie plaats. De eerste zes edities werden op de Plansee bij Reutte (Oostenrijk) verreden. Op de edities van 2002 en 2022 na, welke respectievelijk op het Orsasjön bij Mora en op het zee-ijs van de Botnische Golf bij Luleå (beide in Zweden) werden verreden, vonden alle andere edities op de Weissensee bij Techendorf (ook in Oostenrijk) plaats.

## Erelijst
| Editie | Seizoen | Datum                                 | Locatie                               | Mannen                                | Mannen                                | Vrouwen                               | Vrouwen                               | Veteranen (m)                         | Veteranen (m)                         | Bronnen                     |
| ------ | ------- | ------------------------------------- | ------------------------------------- | ------------------------------------- | ------------------------------------- | ------------------------------------- | ------------------------------------- | ------------------------------------- | ------------------------------------- | --------------------------- |
| 1      | 1989/90 | 20-01-1990                            | Plansee                               | 100 km                                | Erik Hulzebosch                       | 055 km                                | Elske van der Meer                    | 0?                                    | Ben Hagen                             | [ 1 ] [ 2 ] [ 3 ]           |
|        | 1990/91 | niet gehouden i.v.m. NK in eigen land | niet gehouden i.v.m. NK in eigen land | niet gehouden i.v.m. NK in eigen land | niet gehouden i.v.m. NK in eigen land | niet gehouden i.v.m. NK in eigen land | niet gehouden i.v.m. NK in eigen land | niet gehouden i.v.m. NK in eigen land | niet gehouden i.v.m. NK in eigen land | [ 4 ]                       |
| 2      | 1991/92 | 01-02-1992                            | Plansee                               | 100 km                                | Fausto Marreiros                      | 060 km                                | Petra Moolhuizen                      | 0?                                    | Robert Kamperman                      | [ 5 ] [ 6 ]                 |
| 3      | 1992/93 | 06-02-1993                            | Plansee                               | 100 km                                | Bert Verduin                          | 060 km                                | Lenie Dijkstra                        | 075 km                                | Frans van de Berge                    | [ 7 ] [ 8 ]                 |
|        | 1993/94 | niet gehouden i.v.m. NK in eigen land | niet gehouden i.v.m. NK in eigen land | niet gehouden i.v.m. NK in eigen land | niet gehouden i.v.m. NK in eigen land | niet gehouden i.v.m. NK in eigen land | niet gehouden i.v.m. NK in eigen land | niet gehouden i.v.m. NK in eigen land | niet gehouden i.v.m. NK in eigen land |                             |
| 4      | 1994/95 | 04-02-1995                            | Plansee                               | 100 km                                | Fausto Marreiros                      | 060 km                                | Alida Pasveer                         | 0?                                    | Marten Hoekstra                       | [ 9 ] [ 10 ]                |
| 5      | 1995/96 | 03-02-1996                            | Plansee                               | 100 km                                | Richard van Kempen                    | 060 km                                | Klasina Seinstra                      | 0?                                    | Marten Hoekstra                       | [ 11 ] [ 12 ]               |
| 6      | 1996/97 | 08-02-1997                            | Plansee                               | 100 km                                | Lammert Huitema                       | 060 km                                | Klasina Seinstra                      | 100 km                                | Jan Kooiman                           | [ 13 ] [ 14 ]               |
| 7      | 1997/98 | 24-01-1998                            | Weissensee                            | 100 km                                | Jan Maarten Heideman                  | 060 km                                | Gretha Smit                           | 0?                                    | Marten Hoekstra                       | [ 15 ] [ 16 ] [ 17 ]        |
| 8      | 1998/99 | 01-02-1999                            | Weissensee                            | 100 km                                | Ruud Borst                            | 060 km                                | Jenita Hulzebosch-Smit                | 075 km                                | Marten Hoekstra                       | [ 18 ] [ 19 ] [ 20 ]        |
| 9      | 1999/00 | 29-01-2000                            | Weissensee                            | 100 km                                | Jan Maarten Heideman                  | 060 km                                | Gretha Smit                           | 075 km                                | Wiel van Aken                         | [ 21 ] [ 22 ]               |
| 10     | 2000/01 | 28-01-2001                            | Weissensee                            | 100 km                                | Erik Hulzebosch                       | 060 km                                | Jenita Hulzebosch-Smit                | 0?                                    | Piet Lagerweij                        | [ 23 ] [ 24 ]               |
| 11     | 2001/02 | 09-02-2002                            | Orsasjön                              | 100 km                                | René Ruitenberg                       | 060 km                                | Linda Verdouw                         | 0?                                    | Carl Draaijer                         | [ 25 ] [ 26 ] [ 27 ]        |
| 12     | 2002/03 | 25-01-2003                            | Weissensee                            | 100 km                                | Erik Hulzebosch                       | 060 km                                | Daniëlle Bekkering                    | 070 km                                | Carl Draaijer                         | [ 28 ] [ 29 ] [ 30 ]        |
| 13     | 2003/04 | 24-01-2004                            | Weissensee                            | 100 km                                | Peter de Vries                        | 060 km                                | Daniëlle Bekkering                    | 0?                                    | Carl Draaijer                         | [ 31 ] [ 32 ] [ 33 ] [ 34 ] |
| 14     | 2004/05 | 29-01-2005                            | Weissensee                            | 100 km                                | Peter Baars                           | 060 km                                | Daniëlle Bekkering                    | 0?                                    | René van der Meulen                   | [ 35 ] [ 36 ] [ 37 ]        |
| 15     | 2005/06 | 26-01-2006                            | Weissensee                            | 100 km                                | Jan Maarten Heideman                  | 060 km                                | Daniëlle Bekkering                    | 075 km                                | Sjouke Hellinga                       | [ 38 ] [ 39 ] [ 40 ]        |
| 16     | 2006/07 | 03-02-2007                            | Weissensee                            | 100 km                                | Casper Helling                        | 060 km                                | Daniëlle Bekkering                    | 0?                                    | Albert Bakker                         | [ 41 ] [ 42 ]               |
| 17     | 2007/08 | 30-01-2008                            | Weissensee                            | 100 km                                | Arjan Stroetinga                      | 060 km                                | Yvonne Spigt                          | 070 km                                | Jacob Drenth                          | [ 43 ] [ 44 ] [ 45 ]        |
| 18     | 2008/09 | 31-01-2009                            | Weissensee                            | 100 km                                | Tristan Loy                           | 060 km                                | Maria Sterk                           | 0?                                    | Sjaak Botman                          | [ 46 ] [ 47 ]               |
| 19     | 2009/10 | 27-01-2010                            | Weissensee                            | 100 km                                | Sjoerd Huisman                        | 060 km                                | Carla Zielman                         |                                       |                                       | [ 48 ]                      |
| 20     | 2010/11 | 02-02-2011                            | Weissensee                            | 100 km                                | Gary Hekman                           | 070 km                                | Mariska Huisman                       | [ 49 ] [ 50 ]                         |                                       |                             |
| 21     | 2011/12 | 01-02-2012                            | Weissensee                            | 100 km                                | Arjan Stroetinga                      | 070 km                                | Foske Tamar van der Wal               | [ 51 ] [ 52 ] [ 53 ]                  |                                       |                             |
| 22     | 2012/13 | 30-01-2013                            | Weissensee                            | 100 km                                | Jorrit Bergsma                        | 070 km                                | Mariska Huisman                       | [ 54 ] [ 55 ]                         |                                       |                             |
| 23     | 2013/14 | 29-01-2014                            | Weissensee                            | 100 km                                | Ingmar Berga                          | 070 km                                | Mariska Huisman                       | [ 56 ] [ 57 ] [ 58 ]                  |                                       |                             |
| 24     | 2014/15 | 28-01-2015                            | Weissensee                            | 100 km                                | Gary Hekman                           | 070 km                                | Mariska Huisman                       | [ 59 ] [ 60 ] [ 61 ]                  |                                       |                             |
| 25     | 2015/16 | 23-01-2016                            | Weissensee                            | 100 km                                | Jorrit Bergsma                        | 070 km                                | Carla Ketellapper-Zielman             | [ 62 ] [ 63 ] [ 64 ]                  |                                       |                             |
| 26     | 2016/17 | 28-01-2017                            | Weissensee                            | 100 km                                | Ingmar Berga                          | 080 km                                | Ineke Dedden                          | [ 65 ] [ 66 ] [ 67 ]                  |                                       |                             |
| 27     | 2017/18 | 27-01-2018                            | Weissensee                            | 100 km                                | Bart Hoolwerf                         | 100 km                                | Lisa van der Geest                    | [ 68 ] [ 69 ]                         |                                       |                             |
| 28     | 2018/19 | 26-01-2019                            | Weissensee                            | 150 km                                | Mart Bruggink                         | 100 km                                | Carla Ketellapper-Zielman             | [ 70 ] [ 71 ] [ 72 ]                  |                                       |                             |
| 29     | 2019/20 | 25-01-2020                            | Weissensee                            | 150 km                                | Jouke Hoogeveen                       | 100 km                                | Manon Kamminga                        | [ 73 ] [ 74 ]                         |                                       |                             |
|        | 2020/21 | niet gehouden i.v.m. Coronapandemie   | niet gehouden i.v.m. Coronapandemie   | niet gehouden i.v.m. Coronapandemie   | niet gehouden i.v.m. Coronapandemie   | niet gehouden i.v.m. Coronapandemie   | niet gehouden i.v.m. Coronapandemie   | niet gehouden i.v.m. Coronapandemie   | niet gehouden i.v.m. Coronapandemie   |                             |
| 30     | 2021/22 | 27-02-2022                            | Luleå                                 | 150 km                                | Jordy Harink                          | 100 km                                | Luna Jonkers                          |                                       |                                       | [ 75 ]                      |
| 31     | 2022/23 | 28-01-2023                            | Weissensee                            | 120 km                                | Gary Hekman                           | 080 km                                | Ineke Dedden                          | [ 76 ]                                |                                       |                             |
| 32     | 2023/24 | 27-01-2024                            | Weissensee                            | 150 km                                | Daan Gelling                          | 100 km                                | Merel Bosma                           | [ 77 ] [ 78 ]                         |                                       |                             |
| 33     | 2024/25 | 25-01-2025                            | Weissensee                            | 150 km                                | Wisse Slendebroek                     | 100 km                                | Esther Kiel                           | [ 79 ]                                |                                       |                             |